# Narsarsuaq (Nanortalik)
Narsarsuaq [ˌnɑˈsːɑsːuɑq] (nach alter Rechtschreibung Narssarssuaĸ) ist eine wüst gefallene grönländische Schäfersiedlung im Distrikt Nanortalik in der Kommune Kujalleq.

## Lage
Narsarsuaq liegt auf einer Ebene an der Westküste des Uunartup Kangerlua. Auf der gegenüberliegenden Fjordseite befindet sich die verlassene Schäfersiedlung Niaqornaarsuk. Der nächstgelegene größere Ort ist Ammassivik, das 7,5 km nordwestlich liegt.

## Geschichte
1965 lebten vier Personen in Narsarsuaq. 1966 wurden rund 300 Schafe besessen. 1968 lebte nur noch ein Bewohner im Ort.

## Bevölkerungsentwicklung
Bis Mitte der 1980er Jahre lebte nur eine einzige Person in Narsarsuaq. Anschließend schwankte die Einwohnerzahl zwischen vier und fünf Personen, bevor Narsarsuaq 1996 verlassen wurde.